# Árni (film)
Az Árni 2023-ban bemutatott magyar film, melyet Vermes Dorka írt és rendezett. A film operatőre Lehr Juhász Péter, a főszerepben Turi Péter látható. 
A Velencei Nemzetközi Filmfesztivál Biennale College Cinema programjának támogatásával készült.
A velencei világpremier után Magyarországon 2024. február 8-án mutatták be a mozik a Cirko Film forgalmazásában. 

## Cselekmény
A madáralkatú Árni egy vidéken turnézó, szakadt vándorcirkusz mindeneseként dolgozik. A társulatot egy család alkotja, ahol Árni az egyetlen kívülálló. A fiú monoton rutin szerint, szerzetesi egyszerűséggel éli a napjait: gondozza a cirkuszi állatokat és elvégzi a család által rábízott feladatokat. A cirkuszba egy nap új piton érkezik. Az állat felkelti Árni kíváncsiságát, és ahogy elkezdi megszelídíteni, a folyamat egyre erősebb hatással van rá.

## Szereplők
| Szerep | Színész           | Leírás                          |
| ------ | ----------------- | ------------------------------- |
| Árni   | Turi Péter        | A cirkusz mindenese             |
| Elena  | Spolarics Andrea  | A cirkusz matriarchája          |
| Stefán | Koppány Zoltán    | A cirkusz alapítója             |
| Raul   | Gyöngyösi Zoltán  | Stefán és Elena fiatalabbik fia |
| Tina   | Gellért Dorottya  | Raul felesége                   |
| Iván   | Kovács Botond     | Stefán és Elena idősebbik fia   |
| Pamina | Pálya Pompónia    | Iván felesége                   |
| Tomász | Ollé Erik         | Helybéli                        |
| Batár  | Székely B. Miklós | A cirkusz dolgozója             |
| Ánja   | Balogh Orsolya    |                                 |

## Díjak és jelölések
| Év   | Filmfesztivál                         | Kategória                            | Jelölt            | Eredmény | Forrás |
| ---- | ------------------------------------- | ------------------------------------ | ----------------- | -------- | ------ |
| 2023 | Velencei Filmfesztivál                | Queer Lion                           | Vermes Dorka      | Jelölt   | [ 2 ]  |
| 2024 | Raindance Film Festival               | Best Debut Feature                   | Vermes Dorka      | Jelölt   | [ 3 ]  |
| 2024 | Raindance Film Festival               | Best Debut Director                  | Vermes Dorka      | Jelölt   | [ 3 ]  |
| 2024 | Raindance Film Festival               | Best Performance in a Debut Feature  | Turi Péter        | Jelölt   | [ 3 ]  |
| 2024 | Hong Kong International Film Festival | Golden Firebird Award                | Vermes Dorka      | Jelölt   | [ 4 ]  |
| 2024 | Tirana International Film Festival    | Best Director Award                  | Vermes Dorka      | Nyertes  | [ 5 ]  |
| 2024 | Tirana International Film Festival    | New Critics Choice Best Feature Film | Vermes Dorka      | Nyertes  | [ 5 ]  |
| 2024 | CinEast Film Festival                 | Young Talents Award                  | Vermes Dorka      | Jelölt   | [ 6 ]  |
| 2024 | Zsigmond Vilmos Filmfesztivál         | Vantage Vision Operatőri Díj         | Lehr Juhász Péter | Nyertes  | [ 7 ]  |
| 2024 | Zsigmond Vilmos Filmfesztivál         | HCA Díja                             | Lehr Juhász Péter | Nyertes  | [ 7 ]  |
| 2025 | Magyar Filmkritikusok Díja            | Legjobb rendező                      | Vermes Dorka      | Nyertes  | [ 8 ]  |
| 2025 | Magyar Filmkritikusok Díja            | Legjobb operatőr                     | Lehr Juhász Péter | Nyertes  | [ 8 ]  |
| 2025 | Magyar Filmkritikusok Díja            | Legjobb női epizódalakítás           | Spolarics Andrea  | Nyertes  | [ 8 ]  |
| 2025 | Magyar Filmszemle                     | Legjobb rendező                      | Vermes Dorka      | Nyertes  | [ 9 ]  |
| 2025 | Magyar Filmszemle                     | Legjobb operatőr                     | Lehr Juhász Péter | Nyertes  | [ 9 ]  |